# Корпикюля
Ко́рпикюля (фин. Korpikylä) — деревня в Гатчинском муниципальном округе Ленинградской области.

## История
На «Топографической карте окрестностей Санкт-Петербурга» Военно-топографического депо Главного штаба 1817 года она обозначена как деревня Тарасары из 1 двора.
Затем, как деревня Коркюля из 5 дворов, упоминается на «Топографической карте окрестностей Санкт-Петербурга» Ф. Ф. Шуберта 1831 года.

ТАРАСАРЫ — деревня принадлежит Самойловой, графине, число жителей по ревизии: 55 м. п., 57 ж. п. (1838 год)

Деревня Тарасары упоминается на карте Ф. Ф. Шуберта 1844 года и карте С. С. Куторги 1852 года.
На этнографической карте Санкт-Петербургской губернии П. И. Кёппена 1849 года она обозначена как деревня «Torasaari», расположенная в ареале расселения савакотов. В пояснительном тексте к этнографической карте она записана как деревня Torasaari (Тарасары) и указано количество её жителей на 1848 год: савакотов — 72 м. п., 66 ж. п., всего 138 человек, а также дано её внутреннее деление: Willaisi (Торосары или Виллузи), Korpi-Kylä (Коркули), Nikkiset (Никкузи), Pyllynmäki (Подомяк) и Jakkimais (Якумайзи).

ТАРРАСАРЫ — деревня Царскославянского удельного имения, по просёлочной дороге, число дворов — 20, число душ — 73 м. п. (1856 год)

Согласно «Топографической карте частей Санкт-Петербургской и Выборгской губерний» в 1860 году деревня называлась Таросар (Коркюля) и насчитывала 8 крестьянских дворов. Смежно с ней располагались деревни: Таросар (Вилози) — 6 дворов и кирпичный завод, Таросар (Пиккези) — 10 дворов и Яккола (Таросар) — 4 двора. В списках же населённых мест они учитывались совместно, как одна деревня Тарасары.

ТАРАСАРЫ (ЯКОЛОВО, НИКИНЕ, ВИЛЛУЗИ, КОРКИЯМЯКИ) — деревня удельная при колодце, число дворов — 17, число жителей: 79 м. п., 71 ж. п. (1862 год)

В 1879 году деревня называлась Коркюлля (Корикюля) и обозначалась на карте как часть большой деревни Тарасары.

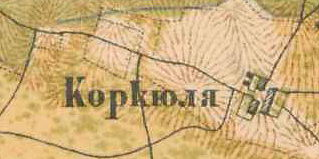
План деревни Корпикюля. 1885 год

Деревня Корпикюля (хутор Коркюля) упомянута на карте 1885 года.
В конце XIX века деревня административно относилась к Мозинской волости 1-го стана Царскосельского уезда Санкт-Петербургской губернии, в начале XX века — 4-го стана. Население деревни было исключительно финским.
В 1913 году деревня называлась Коркюля и насчитывала 9 дворов, она обозначалась на картах как часть большой деревни Тарасары, в которую помимо неё входили деревни: Вилози, Никкези и Яккола.
С 1917 по 1923 год деревня Корпикюля входила в состав Мозинской волости Детскосельского уезда.
С 1923 года в составе Руссоловской волости Гатчинского уезда.
Согласно данным переписи населения СССР 1926 года в деревне Корпикюля Руссоловского сельсовета Троцкой волости Троцкого уезда проживали 89 человек, все финны.
С 1927 года в составе Гатчинского района.
С 1928 года в составе Лукашского сельсовета. В 1928 году население деревни Корпикюля также составляло 89 человек.
По административным данным 1933 года деревня Корпикюля входила в состав Лукашского финского национального сельсовета Красногвардейского района.

План деревни Корпикюля. 1939 год

С 1939 года в составе Романовского сельсовета. Согласно топографической карте 1939 года деревня насчитывала 25 дворов.
C 1 августа 1941 года по 31 декабря 1943 года деревня находилась в оккупации.
С 1959 года в составе Антелевского сельсовета.
В 1965 году население деревни Корпикюля составляло 267 человек.
По данным 1966 года деревня называлась Корпикюли и входила в состав Антелевского сельсовета.
По данным 1973 и 1990 годов деревня называлась Корпикюля и также входила в состав Антелевского сельсовета.
В 1997 году в деревне проживали 60 человек, в 2002 году — 83 человека (русские — 46%, даргинцы — 43%), в 2007 году — 103 человека.

## География
Деревня расположена в северо-восточной части района к северу от автодороги 41К-010 (Красное Село — Гатчина — Павловск)..
Расстояние до административного центра поселения, деревни Пудомяги — 7 км.
Расстояние до ближайшей железнодорожной платформы Старое Мозино — 5,5 км.

## Демография
| 1862 | 2007 | 2010 | 2017 |
| ---- | ---- | ---- | ---- |
| 150  | ↘103 | ↘94  | ↗98  |

### Национальный состав
Согласно данным Всероссийской переписи населения 2021 года в деревне проживали 108 человек, из них:
 русские — 66, даргинцы — 24, осетины — 2, армяне — 1, белорусы — 1, узбеки — 1, чеченцы — 1, другие национальности — 10 человек, остальные национальность не указали.

## Улицы
Брусничный переулок, Глиняная, Дачный переулок, Зелёный переулок, Крестьянский переулок, Лесная, Сосновая, Черничная.